# Schist Point
Schist Point är en udde i Antarktis. Den ligger i Sydorkneyöarna. Argentina och Storbritannien gör anspråk på området. Schist Point ligger på ön Coronation Island.
Terrängen inåt land är huvudsakligen kuperad, men åt nordväst är den bergig. Havet är nära Schist Point åt sydost. Trakten är obefolkad. Det finns inga samhällen i närheten. 